# Société des Peintres Orientalistes Français
La Société des Peintres Orientalistes Français ("Società dei pittori orientalisti francesi") è stata una società artistica fondata nel 1893 per promuovere non solo l'orientalismo ma anche i viaggi degli artisti francesi in Estremo Oriente.

## Formazione e storia antica
Fondata nel 1893 dall'artista Étienne Dinet e dallo storico dell'arte e curatore Léonce Bénédite, era una società artistica per promuovere non solo i dipinti orientalisti, ma anche i viaggi degli artisti francesi in Estremo Oriente. Il gruppo istituì un Salone degli artisti e allestì mostre per opere coloniali francesi.
I membri fondatori provenivano in gran parte dal gruppo algerino e includevano Maurice Bompard, Eugène Girardet, Étienne Dinet, Paul Leroy e lo storico dell'arte e Direttore del Musée du Luxembourg, Léonce Bénédite che fu presidente dalla fondazione della Società fino alla sua morte nel 1925. Anche artisti come Jean-Léon Gérôme e Jean-Joseph Benjamin-Constant vennero nominati presidenti onorari. Lo studioso Benjamin ha affermato che l'avvento della Società ha cambiato la coscienza dei pittori e scultori orientalisti francesi dando loro un senso di "appartenenza a un movimento comunitario".
La Società utilizzò una varietà di strategie per incoraggiare i membri a identificarsi con essa. Venne allestito un salone annuale per esporre opere orientaliste insieme all'arte islamica tradizionale. Queste mostre erano accompagnate da cene sostanziose con piatti esotici, decorazioni accuratamente progettate e menu di souvenir disegnati da un noto artista orientalista. Bénédite usò i suoi contatti per assicurarsi il patrocinio sia della Società che dei singoli artisti. La Società pubblicò anche libri di litografie progettati per pubblicizzare il lavoro degli artisti orientalisti. Durante il suo mandato di presidente, Bénédite utilizzò anche le sue capacità di storico dell'arte e curatore per affermare l'arte orientalista come un genere legittimo.
Durante il periodo attivo della società tra la fine del XIX e l'inizio del XX secolo, venne vista come un tacito sostegno al dominio coloniale in Nordafrica e Medio Oriente. Il gruppo fondò un salone per artisti in Marocco e allestì anche mostre per opere coloniali francesi.
Le sue attività nelle colonie francesi furono presto sfidate da una società rivale, più focalizzata sulle attività educative e culturali nelle colonie francesi, la Société Coloniale des Artistes Français, fondata da Louis Dumoulin nel 1908.
Il segretario Léonce Bénédite fu iniziatore del Prix Abd-el-Tif nel 1907 come equivalente orientalista del Prix de Rome, con un soggiorno a Villa Abd-el-Tif simile al soggiorno a Roma a Villa Medici offerto dal premio più noto.

## Galleria d'immagini
I membri fondatori e funzionari della Società

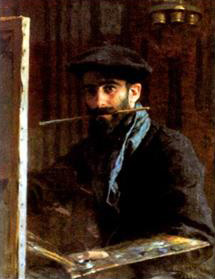
Alphonse-Étienne Dinet, (autoritratto, 1891), membro fondatore
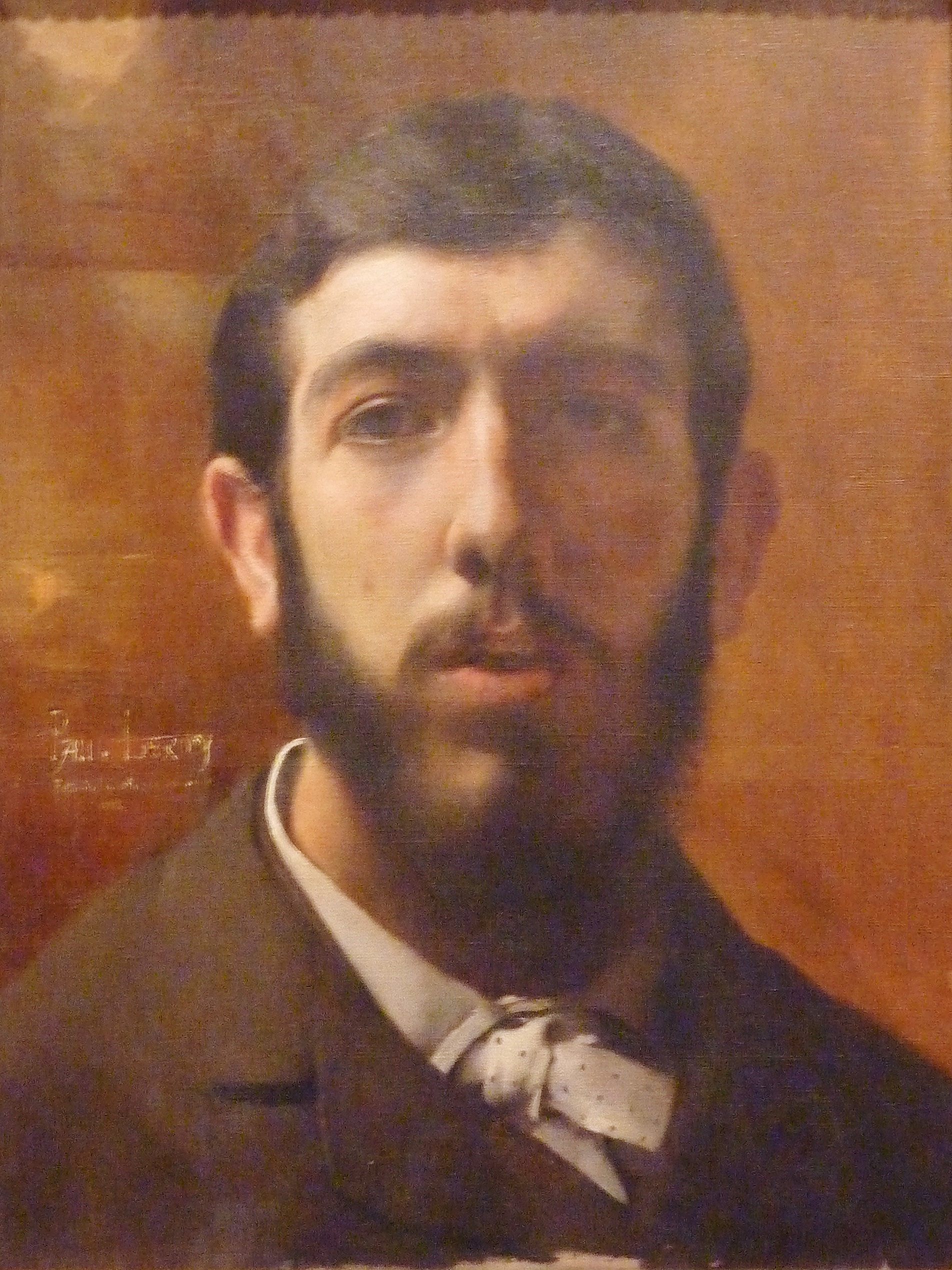
Paul LeRoy, (autoritratto, 1883) membro fondatore
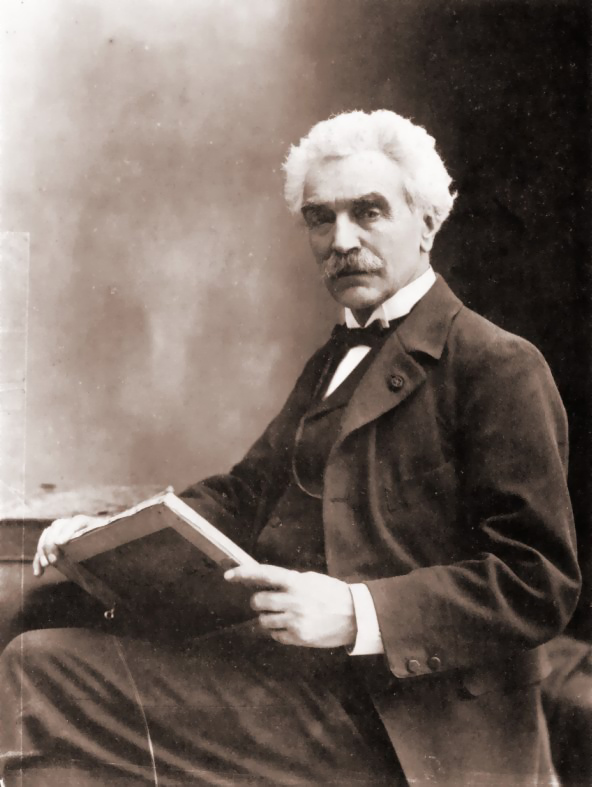
Jean-Leon Gerome, presidente onorario
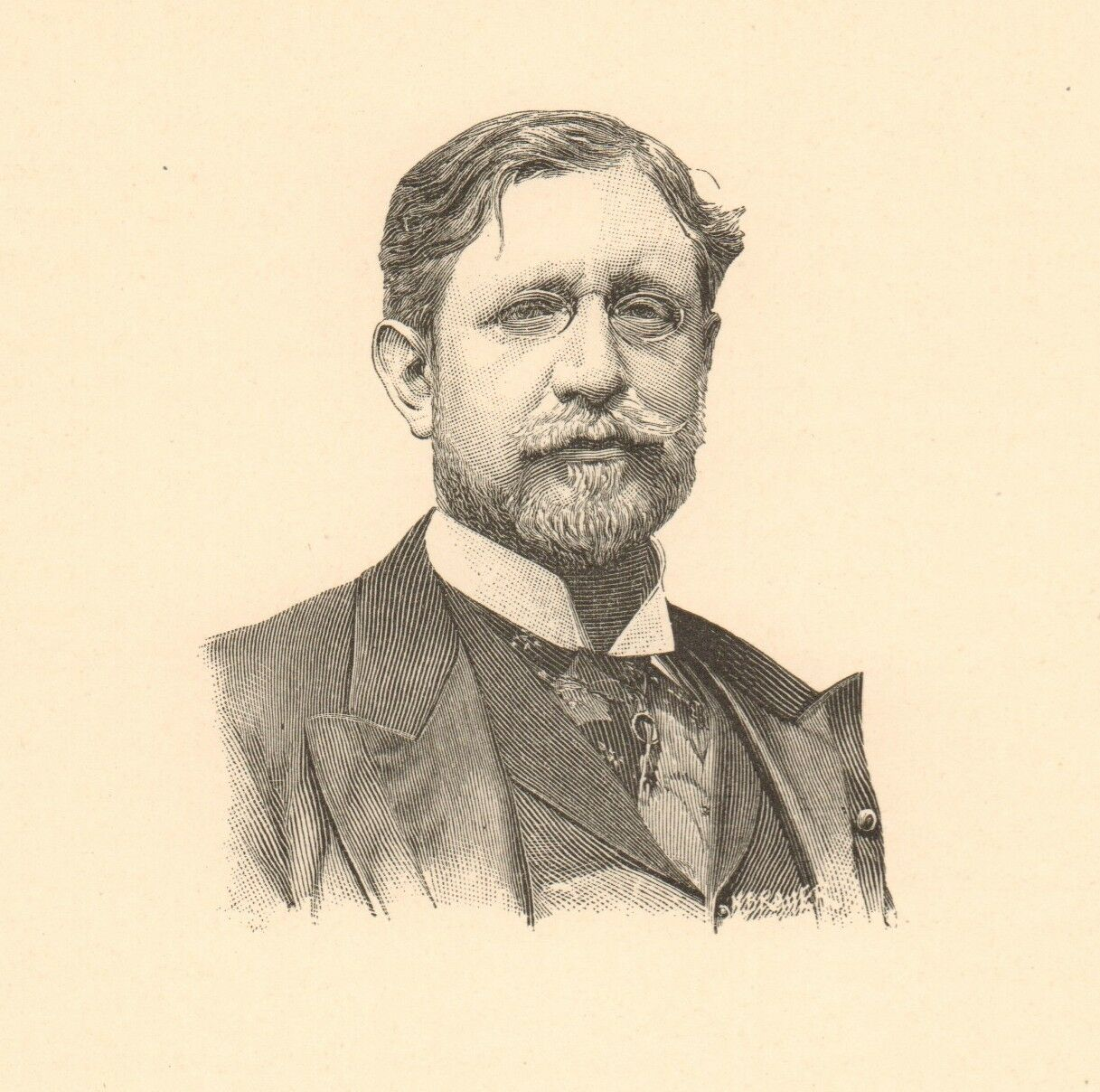
Jean-Joseph Benjamin-Constant, presidente onorario
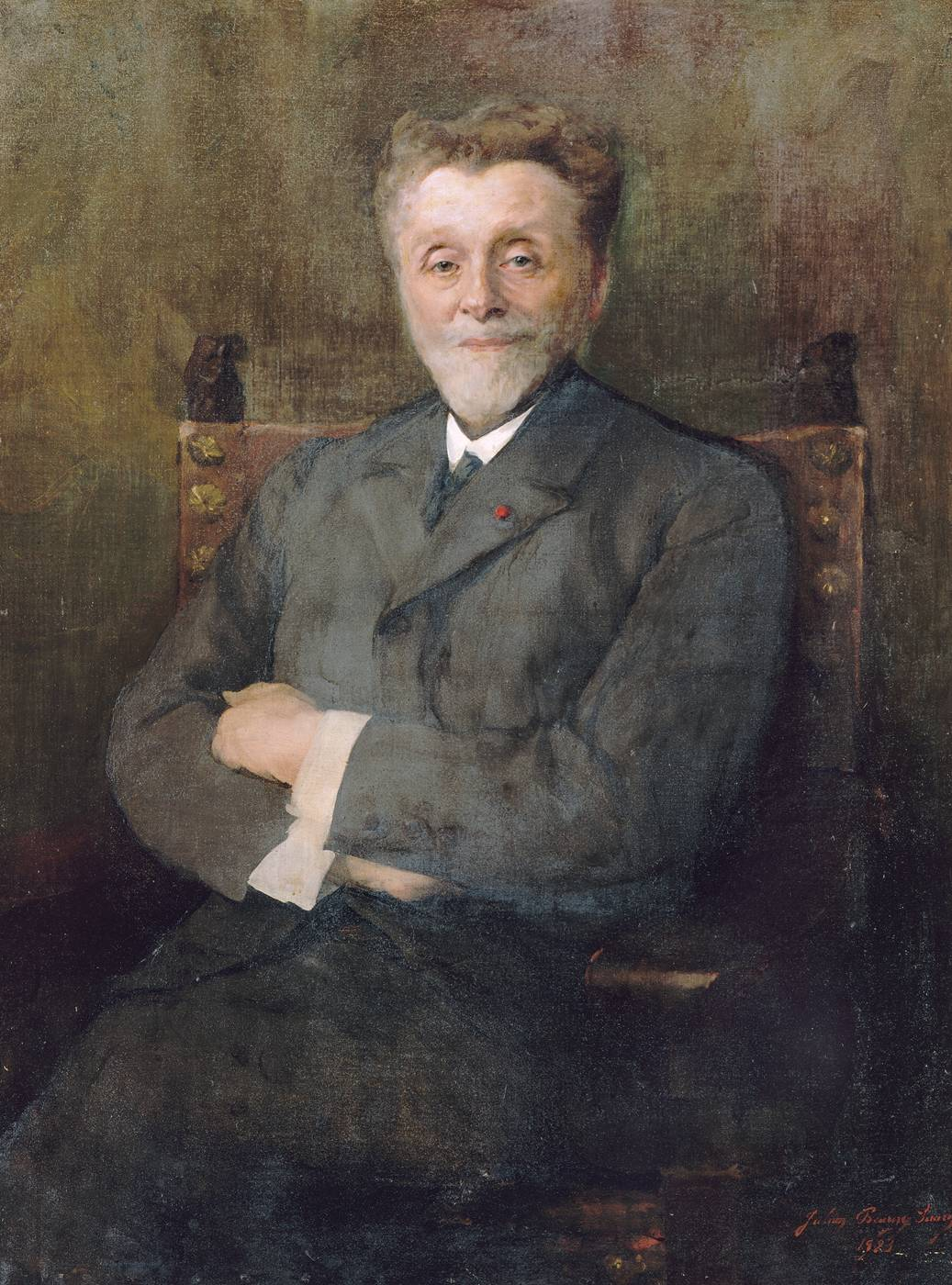
Léonce Bénédite, (1923) presidente, 1893-1925